# IC 2944
IC 2944 es un cúmulo abierto con una nebulosa de emisión asociada. El objeto fue encontrado en la constelación Centaurus, cerca de la estrella Lambda Centauri. Posee glóbulos de Bok y es un sitio activo de formación estelar.
La imagen del telescopio espacial Hubble a la derecha muestra los glóbulos de Bok en el cúmulo IC 2944 descubiertos por el astrónomo sudafricano A. David Thackeray en 1950. Estos glóbulos son ahora conocidos como glóbulos de Thackeray.